# Wing IDE
Wing IDE – komercyjne zintegrowane środowisko programistyczne (IDE) dla języka Python.

## Wersje
Wing IDE dostępne jest w trzech wersjach:
- Wing IDE Professional
- Wing IDE Personal
- Wing IDE 101